# Złote żniwa
Złote żniwa. Rzecz o tym, co się działo na obrzeżach zagłady Żydów – książka Jana Tomasza Grossa wydana w 2011 roku na temat wojennych i powojennych losów mienia pożydowskiego w Polsce.
Gross pomysł na książkę zaczerpnął z reportażu opublikowanego w roku 2008 pt. Gorączka złota w Treblince autorstwa Marcina Kowalskiego i Piotra Głuchowskiego, reporterów „Dużego Formatu” „Gazety Wyborczej”. Reportaż ilustrowała fotografia, którą autorzy otrzymali od Tadeusza Kiryluka, byłego kierownika Muzeum Walki i Męczeństwa w Treblince. Jego zdaniem zdjęcie ma przedstawiać złapanych na gorącym uczynku przez milicjantów „kopaczy”: okoliczną ludność, która szukała złota na terenie byłego niemieckiego obozu zagłady w Treblince. Przedmiotem polemiki jest, czy rzeczywiście przedstawia ona rabusiów grobów.
Książka jeszcze przed ukazaniem się wzbudziła kontrowersje.

## Wydania
- 2011: polskie, jako „Złote żniwa. Rzecz o tym, co się działo na obrzeżach zagłady Żydów”, Znak, Kraków, ISBN 978-83-240-1522-1
- 2012: amerykańskie, Golden Harvest. — New York: Oxford University Press, 2012. - 160 p. ISBN 978-0-19-973167-1.